# ミモザサラダ
ミモザサラダ（英: mimosa salad、ロシア語: сала́т мимо́за）は、チーズ、じゃがいも、缶詰や水煮の魚、たまねぎ、米、ニンジン、ゆで卵などを、マヨネーズを繋ぎとして重ねて作るサラダ。それぞれの素材が層になるように美しく積み上げて作り、ケーキのようにカットして取り分ける。旧ソ連地域では非常にポピュラーであり、多くのバリエーションがみられる。ゆで卵は必須であり、細かく刻むか裏ごししてトッピングとして飾られる。
黄色い粒状の卵黄が、雪上に咲く春の花ミモザの花のように見えることから名づけられた
。
本来のものとは異なるが、日本では単に刻んだゆで卵をちらしたサラダのことをミモザサラダと称することもある。